# Krysti Lynn
Krysti Lynn, pseudonimo di Shawna Yager (San Diego, 26 febbraio 1971 – Calabasas, 3 dicembre 1995), è stata un'attrice pornografica statunitense.

## Biografia
La Lynn iniziò la sua carriera come ballerina e modella. Fece il suo ingresso nell'industria pornografica nel 1993. Iniziò una relazione con John Stagliano, protagonista in numerose delle sue produzioni.
Morì il 3 dicembre 1995 quando l'auto che stava guidando, una Acura Legend di proprietà di Stagliano, uscì di strada alla velocità di 100 miglia orarie, finendo in un burrone di 50 metri.

## Filmografia
- County Line (1993)
- Coven (1993)
- Coven 2 (1993)
- Deep Inside Dirty Debutantes 7 (1993)
- Fantasy Exchange (1993)
- I Love Juicy (1993)
- Ice Woman 1 (1993)
- Ice Woman 2 (1993)
- Indecent (1993)
- New Ends 1 (1993)
- Night of the Coyote (1993)
- Other Side Of Chelsea (1993)
- Sensual Exposure (1993)
- Shooting Star (1993)
- Super Hornio Brothers (1993)
- Super Hornio Brothers 2 (1993)
- Anal Blues (1994)
- Anal Crack Master (1994)
- Anal Hounds and Bitches (1994)
- Anal Idol (1994)
- Anal Spitfire (1994)
- Assy Sassy (1994)
- Best Of Dr. Butts (1994)
- Butt Sisters Do New York (1994)
- Buttman's Inferno (1994)
- Buttman's Wet Dream (1994)
- Buttslammers 6 (1994)
- Covergirl (1994)
- Dog Walker (1994)
- Ecstasy Of Payne (1994)
- Heat Waves (1994)
- Hot Blooded (1994)
- Little Miss Anal (1994)
- Love Me Love My Butt (1994)
- Nasty Nymphos 6 (1994)
- Pussyman 5 (1994)
- Pussyman 6 (1994)
- Sensual Recluse (1994)
- Sodomania 9 (1994)
- Takin' It To The Limit 2 (1994)
- Up And Cummers 11 (1994)
- Up And Cummers 13 (1994)
- Voyeur 1 (1994)
- Ace In The Hole (1995)
- Anal Lover 3 (1995)
- Buffy Malibu's Nasty Girls 8 (1995)
- Butt Sluts 4 (1995)
- Buttman's Big Butt Backdoor Babes 1 (1995)
- Buttslammers 9 (1995)
- Crociera Erotica (1995)
- Cum And Get Me (1995)
- Fresh Meat 1 (1995)
- Hollywood Lesbians (1995)
- Kink 1 (1995)
- Lovin' Spoonfuls 4 (1995)
- Ona's Doll House 2 (1995)
- Pussyman 11 (1995)
- Snow Bunnies 1 (1995)
- Snow Bunnies 2 (1995)
- Visual Fantasies (1995)
- Working Girls (1995)
- Adult Video News Awards 1996 (1996)
- Buttman's Butt Freak 2 (1996)
- Sodomania: Slop Shots 1 (1997)
- Voyeur's Favorite Blowjobs And Anals 1 (1997)
- Buttman Confidential (1998)
- Buttman's Favorite Big Butt Babes 2 (1998)
- Lovin' Spoonfuls 16: More Best Of Dirty Debutantes (1998)
- Voyeur's Favorite Blowjobs And Anals 2 (1998)
- Buttman Confidential 2 (1999)
- Lovin' Spoonfuls 22: Best Of Deep Inside Dirty Debutantes (1999)
- Blondes Blowin and Ballin (2000)
- Voyeur's Favorite Blowjobs And Anals 4 (2000)
- Clam Jumpers (2001)
- Real Female Orgasms 3 (2002)
- Affirmative Action 1 (2004)